# Chlorophorus intactus
Chlorophorus intactus là một loài bọ cánh cứng trong họ Cerambycidae.